# 大韓民国中央人事委員会
中央人事委員会（ちゅうおうじんじいいんかい、Civil Service Commission）は公務員の情実人事を防止し、人事行政の公正性と中立性を維持するために、1999年5月24日「国家公務員法」に基づいて設置された大韓民国大統領直属の合議制行政機関。建国以来最初の人事専門機関として、行政府所属公務員の人事行政に関する基本政策の樹立、人事行政分野の改革、採用、能力発展、処遇改善、人事管理及び訴願に関する事務を管掌する。2008年2月29日行政安全部に統合された。

## 沿革
1999年の創設当時は、中央人事機能が中央人事委員会と行政自治部本部の人事局、行政自治部傘下の中央公務員教育院に分かれていたが、2004年6月12日中央人事委員会に一元化された。但し服務・年金など一部機能と、地方公務員に関する事項は行政自治部の所管であった。

## 主な業務
中央人事委員会の主な業務は以下の通り。
- 人事行政に関する基本政策の樹立及び人事改革の総括
- 高位職公務員の人事審査・採用
- 政府職務分析及び成果主義人事制度の構築
- 公務員教育訓練の実施及び制度運用
- 公務員試験計画の樹立及び試験の出題・管理
- 国家人材情報管理及び政府電子人事管理システムの運営
- 公務員の懲戒処分などに対する訴願審査及び決定
- 公務員処遇改善及び厚生福祉

## 組織
委員会は、委員長1人（長官級、任期3年）と常任委員1人（事務処長兼任）と5人以内の非常任委員で構成される。委員長の下には委員会業務の対外公表に関する事項を補佐する代弁人を置き、政策広報管理室長がこれを兼任する。

### 事務処
2007年3月の改編以降の職制。
- 事務処長（常任委員兼任）
  - 監査班長
  - 総務課
  - 政策広報管理室
    - 革新人事企画官（室長の補佐）
    - 財政企画官（室長の補佐）
    - 成果管理担当官（室長の補佐）
    - 広報協力担当官（室長の補佐）

  - 人事政策局
    - 政策総括課
    - 任用管理課
    - 支援評価課
    - 均衡人事課

  - 人力開発局
    - 人力開発政策課
    - 能力発展課
    - 人材採用課
    - 出題管理課

  - 成果厚生局
    - 成果企画課
    - 職務分析課
    - 給与政策課
    - 厚生福祉課

  - 高位公務員支援局
    - 高位公務員政策課
    - 人事審査課
    - 力量評価課

  - 人事情報局
    - 人材調査課
    - 人材管理課
    - 人事情報化課

### 所属機関
- 中央公務員教育院

公務員の教育訓練を担当する。院長は次官級の政務職。2008年2月29日からは行政安全部の所属機関となる。
- 訴請審査委員会

行政機関所属公務員の懲戒処分、その他にその意思に反する不利な処分や不作為に対する訴願を審査・決定する。委員長は次官級の政務職。2008年2月29日からは行政安全部の所属機関となる。

## 歴代委員長
- 初代 金光雄（김광웅）1999年5月24日 - 2002年5月23日
- 2代 趙昌鉉（조창현）2002年5月24日 - 2005年5月23日
- 3代 趙昌鉉（조창현）2005年5月24日 - 2006年8月8日
- 4代 権五龍（권오룡）2006年8月9日 - 2008年2月28日